# Moraine Lake
Der Moraine Lake (auch Lake Moraine, deutsch „Moränensee“) ist ein von Gletschern gespeister Bergsee in den kanadischen Rocky Mountains. Der See befindet sich im Banff-Nationalpark in der kanadischen Provinz Alberta. 

## Lage
Der 50 ha große See mit einer Wassertiefe von ungefähr 14 Metern liegt im Valley of the Ten Peaks, einem Tal, das von zehn Berggipfeln der Wenkchemna Range umgeben ist, auf einer Höhe von 1.885 Metern über dem Meeresspiegel.
Den höchsten Wasserstand erreicht der See nach der Schneeschmelze gegen Ende Juni. Seine milchige, smaragdgrüne Färbung hat ihre Ursache in feinen Gesteinspartikeln (dem Steinmehl oder der Gletschermilch), die vor allem die blaugrünen Anteile des Lichts reflektieren. Anders als die meisten Gletscherseen, die durch Endmoränen aufgestaut werden, wurde der Moraine Lake – entgegen seinem Namen – durch die Barriere eines gewaltigen Felssturzes geschaffen. 
Das Gebiet um den See ist mit diversen Wanderwegen touristisch erschlossen. Der Ausblick auf den See vom so genannten Rockpile ist eines der am häufigsten fotografierten Motive in Kanada, das auch auf der kanadischen 20-Dollar-Note der Scenes of Canada Series von 1969 abgebildet ist.